# Ifrane (ort)
Ifrane är en ort i Marocko.   Den ligger i regionen Béni Mellal-Khénifra, 260 km söder om huvudstaden Rabat.